# Union Sportive de Ben Guerdane
L'Union Sportive de Ben Guerdane (in arabo الاتحاد الرياضي ببنقردان) è una squadra di calcio africana della Tunisia.
Fondato nel 1936, il club milita nel Championnat de Ligue Professionelle 1, la massima serie tunisina.

## Palmarès

### Competizioni nazionali
- Championnat de Ligue Professionelle 2: 1

2014-2015
- Championnat de Ligue Professionelle 3: 2

1963-1964, 2007-2008

### Altri piazzamenti
- Campionato tunisino:

Terzo posto: 2020-2021
- Coppa di Tunisia:

Finalista: 2016-2017
Semifinalista: 2024-2025

## Partecipazioni in competizioni CAF
- CAF Champions League:
- Coppa CAF:
- Coppa delle Coppe d'Africa:
- Coppa della Confederazione CAF: 3

2017-2018 :
2019-2020 :
2021-2022 :